# Železniční trať Nepomuk–Blatná
Železniční trať Nepomuk–Blatná (v jízdním řádu pro cestující označená číslem 192) je jednokolejná regionální trať. Provoz na trati byl zahájen v roce 1899.

## Historie
Povolení k výstavbě železniční tratě z Blatné do Nepomuku získala skupina koncesionářů v únoru 1897. Toto povolení mělo být sloučeno s koncesí, která už byla skupině koncesionářů (Ferdinand svobodný pán z Hildebrantu z Blatné, Karel svobodný pán z Lilgenau ze Lnářů, František Steiner z Blatné, Václav Pobuda z Rožmitálu, Antonín Sündermann z Dolních Břežan a Lambert Pávek ze Lnářů) vydána v červnu 1896 na výstavbu místní trati ze Strakonic do Březnice.
Plány byly vyhotoveny firmou inženýra Jana Kodla z Písku. Práce byly zahájeny v listopadu 1897 stavební firmou Životský–Hrabě–Kovářík. Stavbu vedl inženýr Jiří Hauser. Provoz byl zahájen v roce 1899.

## Navazující tratě

### Nepomuk
- Železniční trať Plzeň – České Budějovice

### Blatná
- Železniční trať Březnice–Strakonice

## Stanice a zastávky

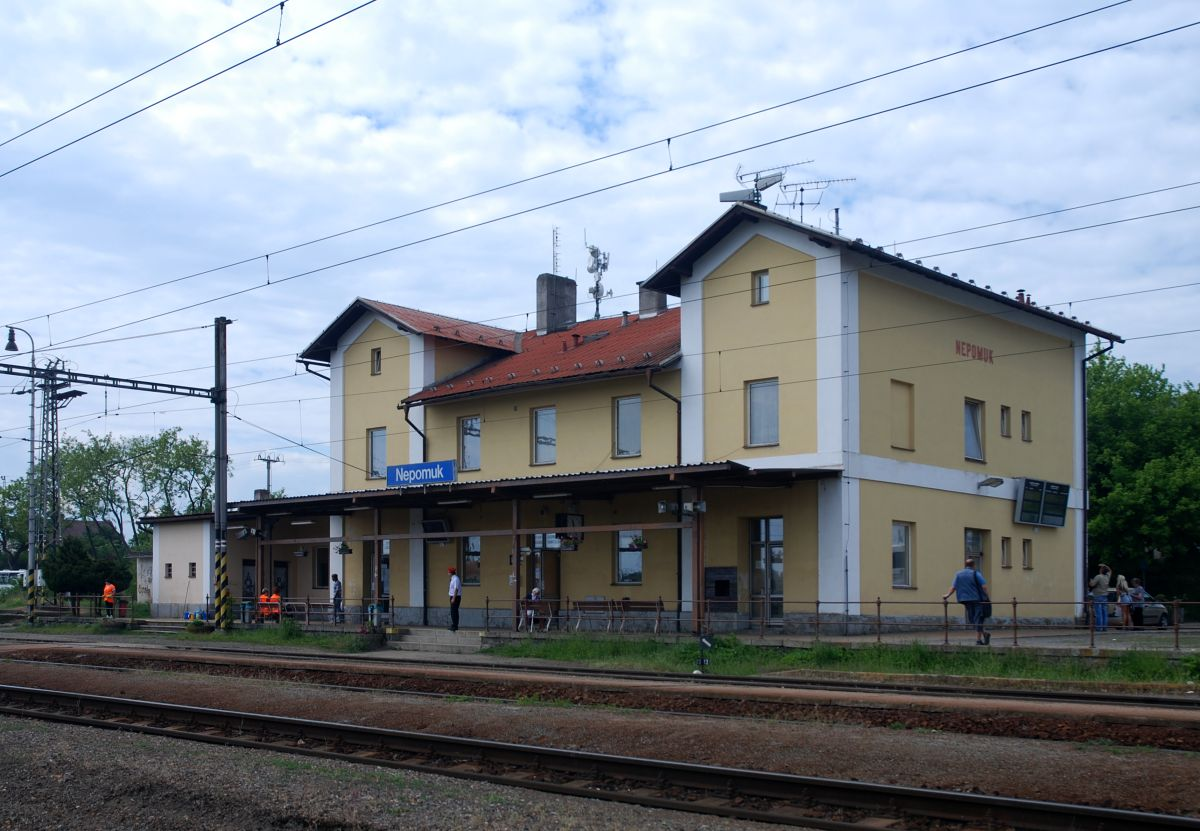
Nepomuk
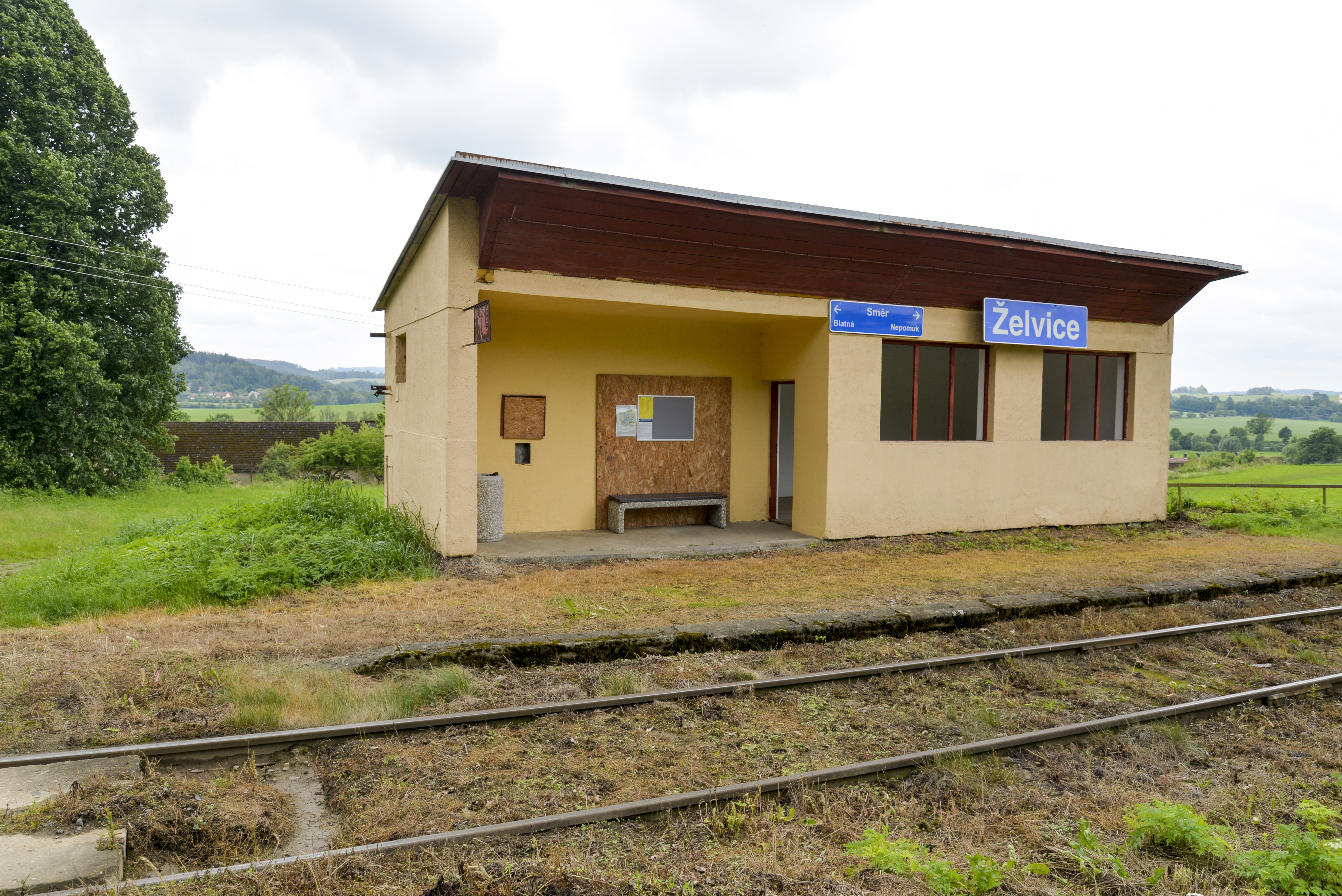
Želvice
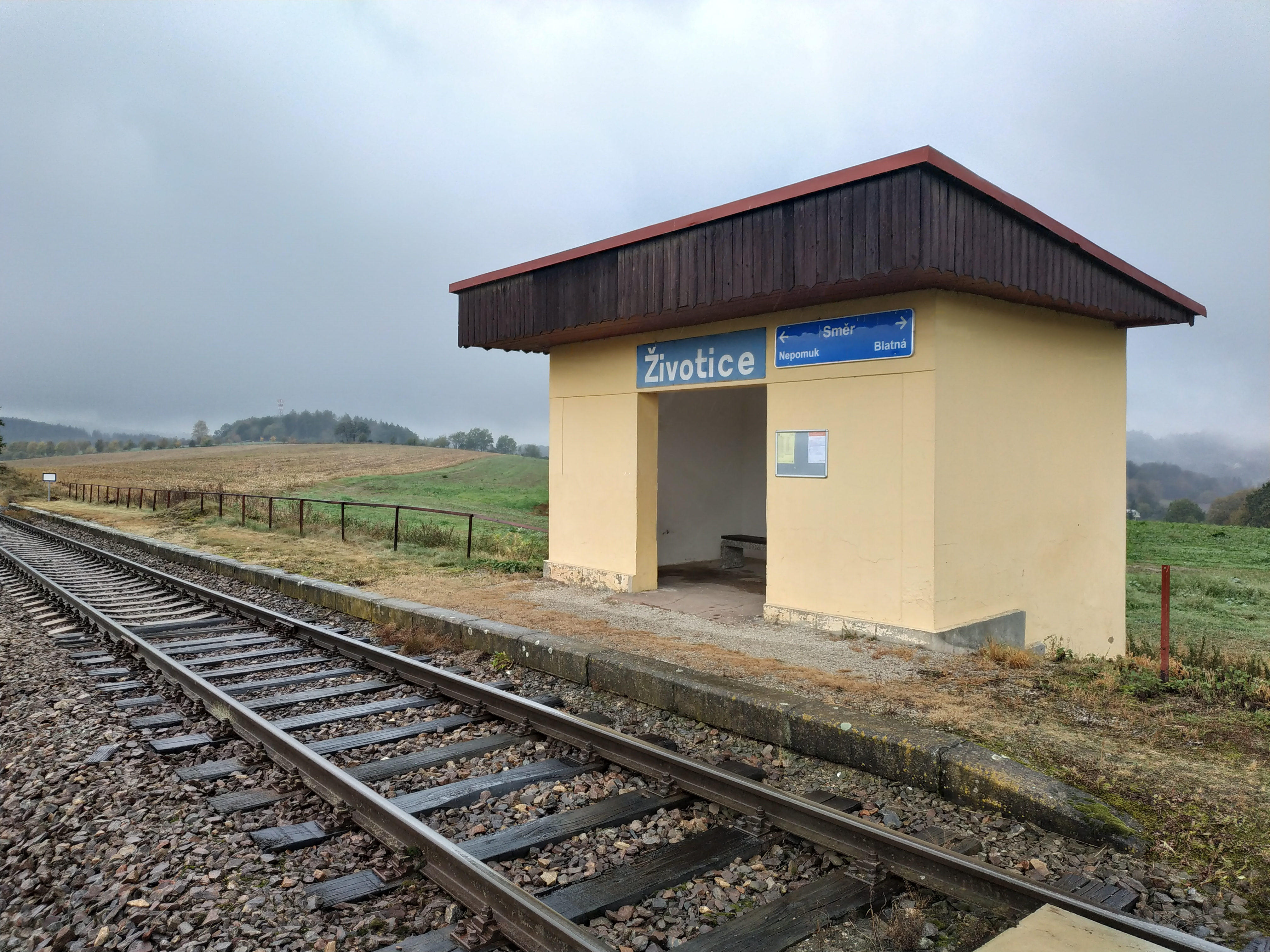
Životice
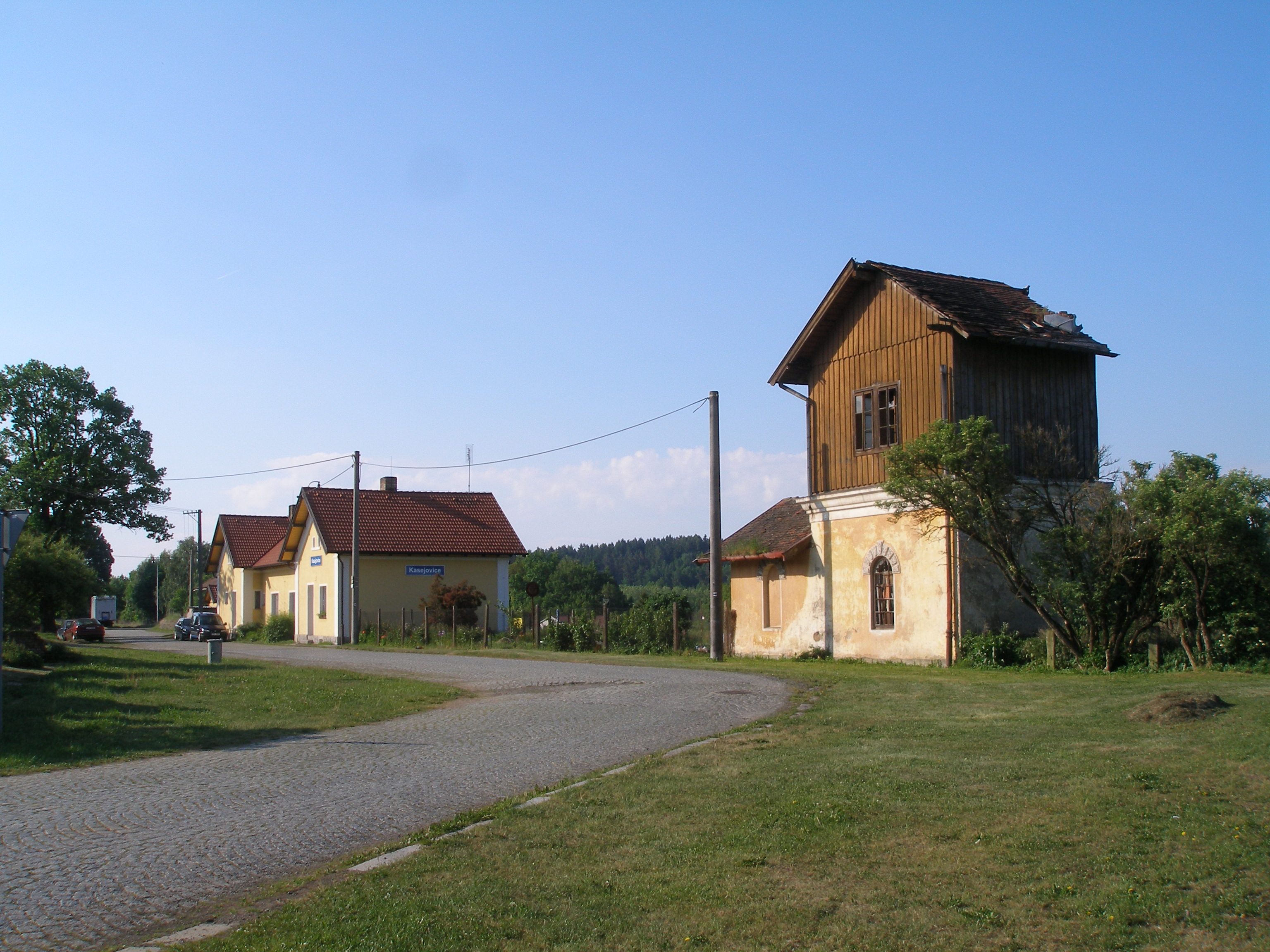
Kasejovice
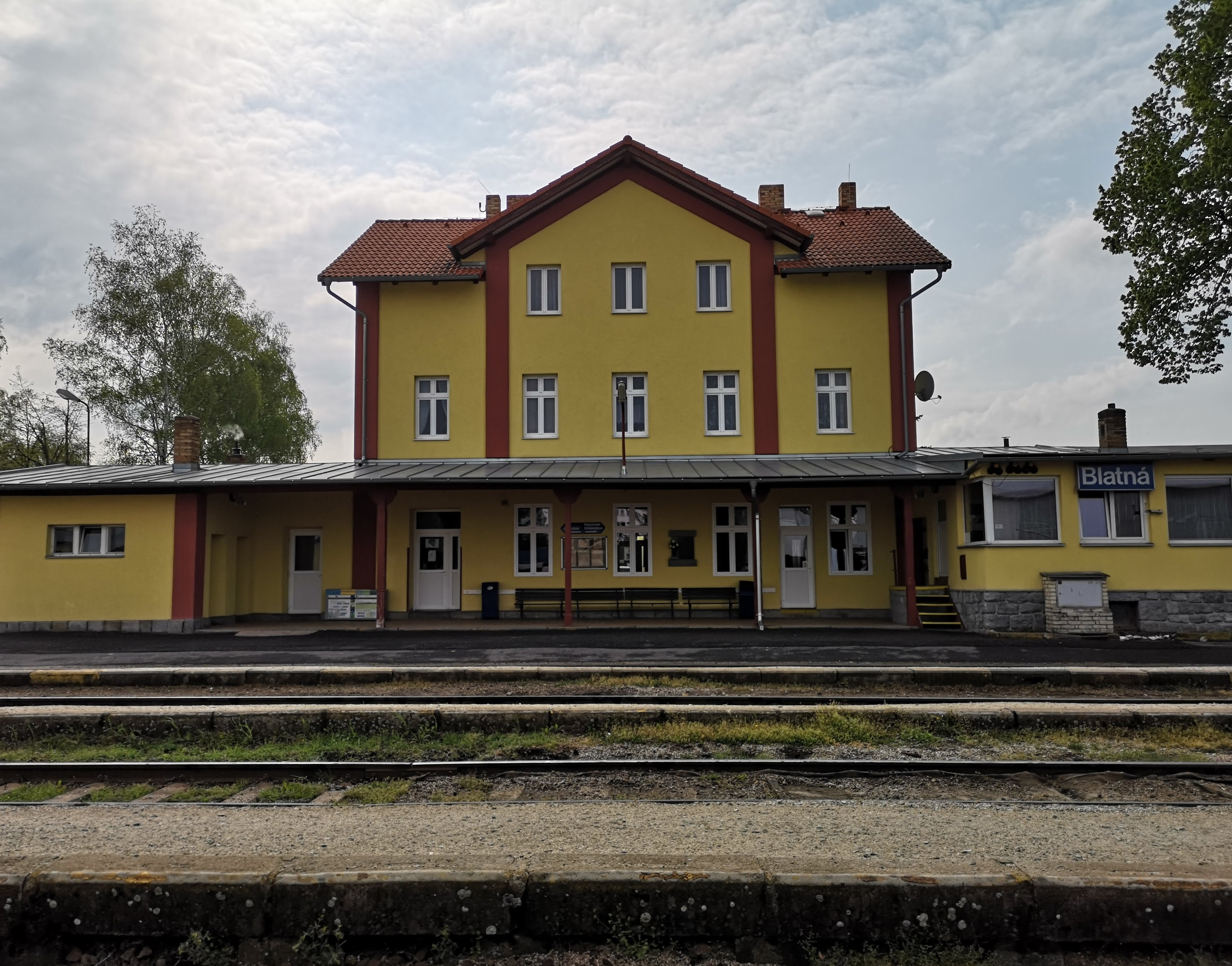
Blatná